# Erlach am Main
Erlach am Main ist ein Gemeindeteil der Gemeinde Neustadt am Main im unterfränkischen Landkreis Main-Spessart in Bayern.

## Geographie
Das Kirchdorf liegt am linken Mainufer auf 152 m ü. NHN an der Kreisstraße MSP 23 zwischen Pflochsbach und Ansbach. Die MSP 23 endet in Erlach am Main.

## Name

### Etymologie
Der Name Erlach besteht aus den althochdeutschen Wörtern erl und lahha und bedeutet „ein mit Erlen bewachsener Sumpf“. Eine ähnliche Namenswurzel steckt auch in Rorinlacha, dem ursprünglichen Ortsnamen von Neustadt. Der Zusatz am Main unterscheidet Erlach von weiteren gleichnamigen Orten. In Deutschland existieren 26 Orte mit dem Namen Erlach.

### Frühere Schreibweisen
Frühere Schreibweisen des Ortes aus diversen historischen Karten und Urkunden:
- 1348 Erlachen
- 1494 Erlach

## Geschichte
Im Jahr 1862 wurde das Bezirksamt Lohr am Main gebildet, auf dessen Verwaltungsgebiet Erlach lag. 1871 kam Erlach jedoch anlässlich der Reform des Zuschnitts der bayerischen Bezirksämter zum Bezirksamt Marktheidenfeld und kehrte am 1. Januar 1880 ins Bezirksamt Lohr zurück. Wie überall im Deutschen Reich wurde 1939 die Bezeichnung Landkreis eingeführt. Erlach war nun eine der 26 Gemeinden im Landkreis Lohr am Main. Mit Auflösung des Landkreises Lohr kam Erlach 1972 in den neu gebildeten Landkreis Main-Spessart.
Die bis dahin selbstständige Gemeinde wurde am 1. Mai 1978 im Rahmen der Gebietsreform in Bayern nach Neustadt am Main eingemeindet.